# کاریزک (خلیل‌آباد)
کاریزک نام روستایی از توابع بخش مرکزی شهرستان خلیل‌آباد در استان خراسان رضوی است.

## جمعیت
این روستا در دهستان حومه قرار دارد و برپایهٔ سرشماری عمومی نفوس و مسکن در سال ۱۳۹۵ جمعیت آن ۸۲۰ نفر (۲۶۱ خانوار) بوده است.